# Tatiana Calmell
Tatiana Andrea Calmell del Solar Ortega (Breña, 22 de julio de 1994) es una actriz, activista, modelo, empresaria, influencer, reina de belleza peruana, ganadora del título Miss Universo Américas en 2024. Es licenciada en ciencias de la comunicación. 
En el 2022, fue elegida Miss International Perú y representó a su país natal en el certamen Miss International 2022 donde alcanzó el top 3 de finalistas. Fue la ganadora del certamen Miss Perú 2024 y representó a su país en el Miss Universo 2024 que se realizó en Ciudad de México, donde ganó el título de Miss Universo Américas,. 
En el ámbito actoral, es conocida por haber protagonizado la telenovela Princesas, interpretando a Danielle Coronado, personaje inspirado en el cuento La Cenicienta, retomando el papel para la secuela Brujas. 

## Biografía y trayectoria

### Primeros años
Calmell nació el 22 de julio de 1994 en Lima, Perú. Es hija del piloto aéreo Javier Calmell del Solar y de la tripulante de cabina Julia Ortega.
Desde muy pequeña le fascinó el mundo de las pasarelas y participó en varios comerciales de televisión y concursos de belleza.
Su primer acercamiento al modelaje ocurrió a los 14 años. Compitió en el Elite Model Look junto a las otras modelos Janick Maceta y Alondra García Miró.
Estudió ciencias de la comunicación en la Universidad San Martín de Porres. En paralelo, siguió trabajando en campañas publicitarias y en desfiles para diseñadores locales; fue la imagen de marcas como Ilaria y Tous.
En 2013 participó en el reality show Peru’s Next Top Model de ATV, donde demostró su talento en diferentes retos. Sin embargo, durante una sesión de fotos, expresó su incomodidad por los tocamientos inapropiados de un modelo, lo que afectó su desempeño y resultó en su eliminación tras recibir críticas del jurado. Este acontecimiento, lejos de desalentarla, la motivó a seguir adelante y continuar su carrera.

### Televisión y cine
En 2019, incursionó en la actuación, protagonizando la telenovela Princesas de América Televisión, interpretando a Danielle Coronado, personaje inspirado en la obra literaria La Cenicienta de los Hermanos Grimm y compartió el rol con otras actrices como Fiorella Pennano, Priscila Espinoza,  Flavia Laos y más tarde, Ximena Palomino, reemplazando a Laos. Debido a su desempeño en escena no solo lo consagró como un talento excepcional, sino que también le abrió las puertas a una gran popularidad entre el público. Tatiana anunció que la grabación de la segunda temporada de Princesas había concluido, titulada bajo el nombre de Brujas. En esta nueva entrega, ella continúa en el papel protagónico.
Tras su participación en el certamen de Miss International, decidió seguir también su carrera como actriz y en 2024, debutó en el cine protagonizando la película Bienvenidos al paraíso junto con Andrés Salas, Katia Condos, Bruno Odar, Franco Cabrera, Patricia Barreto, Vicente Santos y Yisney Lagrange en el reparto estelar; película la cual le dio vida a Kiki, una chica comprometida que se fue de viaje a Punta Cana junto a su prometido Lucas, sus padres y amigos. Recibió ovación y buena crítica del público, esta película llegó al público latinoamericano a través de la plataforma de Disney+, servicio de streaming propiedad de The Walt Disney Company mediante su división Disney Entertainment convirtiéndose en la primera película peruana en lograr este reconocimiento.

## Concursos de belleza

### Miss Perú 2022
Tatiana anunció su participación en el certamen Miss Perú 2022, la cual fue una sorpresa para muchos, dado que los seguidores de los certámenes de belleza la consideraban una candidata ideal para llevar la banda peruana en el Miss Universo. El 14 de junio de 2022, se llevó a cabo la final del Miss Perú 2022, donde se ubicó como primera finalista y siendo vencida por la despampanante modelo Alessia Rovegno, se coronó como la representante de Perú para el concurso Miss Internacional 2022 a realizarse en Tokio, Japón. 

### Miss Internacional 2022
Durante su reinado, Tatiana logró sobresalir en todas sus actividades, consolidándose como una de las favoritas en ganar el título de Miss Internacional; ganó el premio Missosology's Choice Awards, premio anual del prestigioso sitio web Missosology para las concursantes destacadas entre los cinco concursos de belleza más grandes del mundo, incluidos Miss Mundo, Miss Grand International, Miss Universo, Miss Supranational y Miss Internacional. El 13 de diciembre de 2022, se llevó a cabo la final del certamen, donde se ubicó como segunda finalista, con ello, hizo historia al devolver a Perú al cuadro de honor después de más de 55 años, y al ser la primera peruana en formar parte del top 3 de finalistas en la historia del certamen.
- El 13 de septiembre de 2023, Calmell entregó su corona de Miss International Perú a su sucesora Camila Díaz, y en ese entonces daba por concluida su incursión en los certámenes debido a la mayoría de edad, y por casualidades de la vida, durante la coronación, se anuncia y se hace oficial la eliminación del límite de edad para participar en el Miss Universo, sorprendiendo a Tatiana y motivándola a aspirar al título de Miss Perú.

### Miss Perú 2024
Tras debutar en la película Bienvenidos al paraíso, Tatiana Calmell anunció su participación en el Miss Perú 2024. Su experiencia previa y tenacidad la convirtió en favorita al título nacional. El 9 de junio de 2024, se llevó a cabo la final del certamen, Calmell representó a Talara y compitió con 34 candidatas en la Plaza Grau, Callao; y al final del evento fue consagrada ganadora siendo coronada por su antecesora Camila Escribens.

### Miss Universo 2024
Tras su victoria en el Miss Perú 2024, viajó en noviembre a México para representar a Perú en el Miss Universo 2024, donde missologos internacionales la vieron como una de las grandes favoritas a la corona universal. «El favoritismo que he recibido es por mi trabajo, y lo tomo con mucha humildad, es el reflejo y el potencial que ellos ven en mí para poder desempeñar este trabajo, porque al final, ser Miss Universo es una responsabilidad de un año completo, viajando por todo el mundo, conociendo distintas realidades, y me emociona mucho que ellos observen eso en mí, sé que tengo mucho potencial para hacerlo y también muchas cosas por mejorar, pero de eso se trata el proceso evolutivo, y con todo el corazón voy a hacer lo mejor posible para traer la corona a Perú», comentó Calmell.
Durante su reinado, Tatiana destacó en todas sus actividades, consolidándose como una de las favoritas para ganar el título de Miss Universe. El 16 de noviembre de 2024 se llevó a cabo la final del certamen, donde compitieron 126 candidatas de todo el mundo, y Tatiana solo pudo ubicarse en el top 12, siendo una peruana más que logra ubicarse en una posición así.
Además, hizo historia al ser elegida como la primera Miss Universe Americas, este es un reconocimiento continental establecido por primera vez en las bases del concurso, con independencia de si se alcanza la mejor posición. Este logro marca un hito para el Perú y el mundo, la cual permitirá a Tatiana viajar junto con las demás reinas continentales y la nueva Miss Universe para participar en labores de ayuda social alrededor del mundo.

### Miss Universe Americas
En 2024, Tatiana Calmell del Solar fue coronada como la primera Miss Universe Americas, convirtiéndose en la representante continental de América en el certamen Miss Universe. Durante su reinado, ha llevado a cabo diversas actividades de apoyo social, tanto de forma individual como junto a las demás reinas continentales. Uno de sus primero trabajos con causas sociales fue su visita al orfanato de Pattaya en Tailandia, y ofreció apoyo y donaciones. También participó en actividades con niños autistas en la Fundación Art Story en Bangkok, promoviendo la inclusión y el amor.
Además de sus acciones sociales, Tatiana ha sido embajadora de importantes marcas internacionales como Huawei, Avon, Subaru, Dyson, etc, participando en campañas publicitarias y representando a estas empresas en diversas iniciativas a nivel global, además de prestigiosos eventos como el Festival de Cannes .
A lo largo de su reinado, Tatiana ha viajado a diversos países para cumplir con su agenda. Entre ellos incluyen México (donde fue coronada), Perú, Panamá, Colombia, Tailandia, Filipinas, Bangladesh, Francia, Mónaco, Estados Unidos y próximamente viajará a Irak. Además, la Miss Universe Organization ha confirmado que se seguirán realizando más viajes para las reinas continentales y la Miss Universe 2024 a lo largo del año.

## Activismo
Tatiana es una ferviente defensora de diversas causas y campañas sociales como la campaña Dulces que Cumplen Deseos de la compañía La Ibérica y Make-A-Wish Perú. Ella es activista desde hace años y gracias a su labor como Miss International Perú, ha podido asociarse y ser embajadora de organizaciones como la Liga Peruana de Lucha contra el Cáncer, Beauties for SDGs, Corazones Verdes Mundial, etc, brindando apoyo a varias regiones de su país.
Además, participó en el Foro Internacional de Mujeres Emprendedoras en Japón y creó un proyecto en el Colegio Divino Niño Jesús, que ofrece educación especializada y rehabilitación física y mental para niños, y debido a sus limitaciones económicas, ella decidió apoyarles para mejorar su educación, incentivando a los ciudadanos a apoyarlos también.
Como segunda finalista del certamen Miss International, Tatiana tuvo la oportunidad de visitar las oficinas de UNICEF en Japón junto con las demás finalistas del cuadro de honor del certamen. Durante esta visita, alzaron su voz en favor de diversas causas relacionadas con los derechos de los niños. Además, donaron el dinero recaudado por la venta de artículos de recuerdo traídos por los delegados de todo el mundo y vendidos durante la gala final.
Después de su reinado, continuó trabajando con estas campañas y asociaciones, asociándose con más organizaciones y convirtiéndose en embajadora de la Casa Ronald McDonald y del Ministerio del Ambiente. Además, lanzó campañas como Menos Plástico, Más Vida en colaboración con estas organizaciones y el Colegio María Reina de la Esperanza, con el que lleva años trabajando y apoyando.
Como Miss Perú 2024, se ha comprometido a seguir trabajando en proyectos sociales enfocados en la educación y el empoderamiento de las mujeres jóvenes en las áreas rurales, y su misión no solo es seguir asociadas con estos proyectos, también es seguir siendo un agente de cambio, «quiero ser alguien que cambie la realidad de nuestro país, hay muchas problemáticas que resolver el día de hoy y si no tomamos acción desde ya, muy pocas cosas van a cambiar», comentó Calmell.
A lo largo de su reinado, Tatiana ha intensificado su labor en diversas causas sociales y lanzó "AMARTE", un programa social enfocado en empoderar a las niñas para que no permanezcan calladas ante situaciones de agresión o acoso sexual. Este proyecto, inspirado en su propia experiencia como sobreviviente de este tipo de violencia, busca brindar herramientas psicológicas que les permitan reconocer y denunciar estas situaciones. «AMARTE nace como una inspiración para darle las herramientas psicológicas de la mano de profesionales a distintas niñas, para que puedan encontrar el coraje y no sientan el miedo de expresarse», comentó Calmell.
Actualmente, como nueva Miss Universe Americas, Tatiana se encuentra en pleno viaje alrededor del mundo. Junto a las demás reinas continentales y la Miss Universe 2024, llevará a cabo importantes labores de ayuda social, representando a la organización en diversas actividades y eventos regionales durante todo el año, reafirmando su firme compromiso de ser un verdadero agente de cambio a nivel global.

## Vida personal
Desde 2019, mantiene una relación sentimental con el surfista peruano Cristóbal de Col.

## Competencias
- Elite Model Lock Perú: TBA
- Peru’s Next Top Model 2013: top 8
- Miss Perú 2022: Primera finalista
- Miss International Perú 2022: Ganadora
- Miss International 2022: Segunda finalista
- Missosology´s Choice Awards 2022: Ganadora
- Miss Perú 2024: Ganadora
- Miss Universo 2024: Top 12
- Miss Universo América 2024: Ganadora

## Filmografía

### Televisión
| Año       | Programa              | Emitido por        | Papel                        | Notas                          | Ref.   |
| --------- | --------------------- | ------------------ | ---------------------------- | ------------------------------ | ------ |
| 2013      | Peru's Next Top Model | ATV                | Ella misma                   | Serie de telerrealidad peruana | [ 23 ] |
| 2020-2021 | Princesas             | América Televisión | Danielle Coronado            | Telenovela peruana             | [ 6 ]  |
| 2025      | Brujas                | Vix                | Danielle Coronado            | Telenovela peruana             |        |
| 2022      | Esto es guerra        | América Televisión | Candidata del Miss Perú 2022 | Programa reality show peruano  | [ 24 ] |

### Cine
| Año  | Película               | Papel | Ref.  |
| ---- | ---------------------- | ----- | ----- |
| 2024 | Bienvenidos al paraíso | Kiki  | [ 9 ] |